# Асакава (Фукусіма)

37°4′51″ пн. ш. 140°24′46″ сх. д. / 37.08083° пн. ш. 140.41278° сх. д.
Асака́ва (яп. 浅川町, あさかわまち, МФА: [asakawa mat͡ɕi̥]) — містечко в Японії, в повіті Ісікава префектури Фукусіма. Станом на 1 жовтня 2008 площа містечка становила 37,43 км². Станом на 1 січня 2009 населення містечка становило 7017 осіб.